# 七公六
七公六（Mu Boötis，拉丁化為μ Boötis），由一對聯星組成，位於星座牧夫座的北部，距離太陽120光年
七公六的西方傳統名字為Alkalurops /ælkəˈljʊərɒps/，然而國際天文學聯合會現在規定這個名字只使用在主星牧夫座 μ1。

## 系統

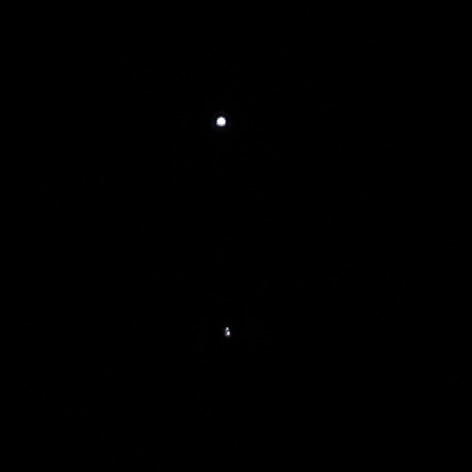
小望遠鏡下看見的七公六。

七公六是一個多星系統，主星是成員A，被指定為牧夫座μ1，和其兩個成員的角距離為0.08" 。
伴星是成員B與C，被指定為牧夫座μ2，兩星的角距離為2.2"。μ1和μ2這兩對恆星系統相隔107"，具有匹配的視差和自行，表明它們形成了一個系統。然而，與A相比，B和C對具有不同的化學成分，這表明可能是兩個聯星系統之間沒有密切接觸。

## 命名法
牧夫座μ的名稱源自恆星的拜耳命名法，它也有佛蘭斯蒂德命名法的名稱：牧夫座51。
該系統的傳統名稱「Alkalurops」來自希臘語的καλαύροψ（kalaurops），意思是「牧民的騙子或成員」，並附有阿拉伯語的前綴語。它也被稱為「Inkalunis」（來自阿方索星曆表）， Clava（拉丁語的俱樂部）和Venabulum（拉丁語的狩獵矛）。在2016年，國際天文學聯合會組織了IAU恆星名稱工作組（WGSN）對恆星的專有名稱進行編目和標準化。WGSN核定了「Alkalurops」的名稱專屬於「牧夫座μ¹」，並在2016年8月21日列入IAU恆星名稱目錄。
在中文，它稱為七公六（Qī Gōng liù，七位公卿中的第六位）。

## 性質

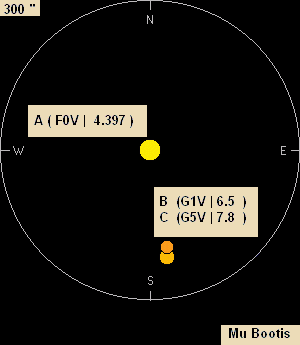
七公六的圖解：顯示μ^{1,2}。

牧夫座μ1是顆黃白色的F-型次巨星，視星等+4.31。
在天空中與其較亮的伴星相隔108角秒的是聯星牧夫座μ2，它的組合光譜類型為G1V，合成亮度的星等為+6.51。它的兩顆成員是星等分別為+7.2和+7.8，分離的角距離為2.2"。  它們圍繞其共同質心每260年完成一次軌道。

## 外部連結
- HR 5733 （页面存档备份，存于）
- HR 5734 （页面存档备份，存于）
- CCDM J15245+3722 （页面存档备份，存于）
- Image Mu Boötis